# Диничичи
Диничичи или Ковачевичи (сербохорв. Дињичићи / Dinjičići или Ковачевићи / Kovačevići) — феодальный, властельский род в средневековой Боснии. Происходили из Усоры. Владели землями в Подринье, в том числе Братунцем и Кушлатом. Известны с 1378 года. После завоевания Боснии турками в 1463 году бежали в Дубровник.

## История
Диничичи были ветвью рода Треботичей из Усоры. Взлёт Диничичей пришёлся на вторую половину XIV века — время правления короля Твртка I. В первой половине XV века превратились в областных владетелей с землями в среднем Подринье. Родоначальник Диничичей — жупан Диница, по имени которого его потомки получили фамилию. Диница вместе со своими братьями впервые упоминается в грамоте Твртка I от 1378 года. У него была жена Каталена и сыновья: князь и воевода Ковач, жупан Драгиша, Павел и Владислав. Драгиша был обвинён в убийстве князя Павла Раденовича, которое было совершено в 1415 году. Какое-то время Диничичи были зависимы от властельского рода Златоносовичей. У Драгиша был сын Покраяц, а у Ковача — сыновья Твртко и Петар. Петар входил в состав боснийской властелы, с 1436 года или ранее имел звание воеводы и носил фамилию Ковачевич. Воеводами были и его братья. В 1443—1444 годах Петар выступил на стороне сербского деспота Георгием Бранковичем и венгерского воеводы Хуньяди, Яноша Хуньяди в войне против турок. Погиб под Сребреницей в 1455 году. Твртко принимал участие в заседании боснийского станка в 1451 году, погиб во время турецкого завоевания Боснии в 1463 году. После чего некоторые представители Диничичей бежали в Дубровник: дети некоего Иваниша и вдова Твртка. Находились в родстве с могущественным боснийским родом Павловичей.